# Liste der Baudenkmale in Waimate
Die Liste der Baudenkmale in Waimate umfasst alle vom New Zealand Historic Places Trust (NZHPT) als „Historic Place“ oder „Historic Area“ eingestuften Baudenkmale und Flächendenkmale der neuseeländischen Ortschaft Waimate. Die Angaben stammen aus dem Register des NZHPT. Die Bezeichnungen der Baudenkmale orientieren sich an diesem Register. In die Liste werden auch bekannte Wahi Tapu (Area), kulturell und religiös bedeutsame Stätten und Gebiete der Māori, aufgenommen. Sie werden jedoch meist nicht publiziert.

| Bild           | Bezeichnung                                  | Ort     | Anschrift                                                       | Beschreibung                                                                     | Bauzeit   | Eintrag           | Nummer | Kat. |
| -------------- | -------------------------------------------- | ------- | --------------------------------------------------------------- | -------------------------------------------------------------------------------- | --------- | ----------------- | ------ | ---- |
| weitere Bilder | St Augustine's Church                        | Waimate | 15-21 John Street Karte                                         | anglikanische Kirche. Der Glockenturm ist als Eintrag 323 ebenfalls registriert. | 1872      | 2. April 1985     | 0322   | 1    |
| weitere Bilder | St Augustine's Church Belltower              | Waimate | 15-21 John Street Karte                                         | Glockenturm der St Augustine's Church (Eintrag 322)                              | 1903      | 5. September 1985 | 0323   | 1    |
| weitere Bilder | Lychgate, St Augustine's Church              | Timaru  | John Street Karte                                               | Torbau des Kirchengeländes der Kirche Denkmal #0322 mit Glockenturm Denkmal #323 | 1872      | 11. Dezember 2003 | 2043   | 2    |
| weitere Bilder | St Patrick's Church                          | Waimate | Timaru Road Karte                                               | katholische Kirche                                                               | 1909      | 25. Oktober 1996  | 7343   | 1    |
| BW             | Te Waimate Station Woolshed and Yards        | Waimate | 27 State Highway 82, Te Waimate Station, State Highway 82 Karte | Schafschur-Schuppen und Schafpferche                                             | 1854 (ab) | 28. Juni 1984     | 0308   | 1    |
| BW             | The Cuddy                                    | Waimate | State Highway 82, Te Waimate Station Karte (ungenau)            | Wohnhütte                                                                        | 1854      | 6. September 1994 | 0049   | 1    |
| BW             | Waikakahi Homestead                          | Waimate | 662 Waikakahi Valley Road und Pikes Point Road Karte            | Wohnhaus einer Farm                                                              | 1874      | 28. Juni 1984     | 4000   | 1    |
| weitere Bilder | Waimate Museum Building                      | Waimate | 28 Shearman Street Karte                                        | ehem. Gerichtsgebäude, heute Museum                                              | 1879–1880 | 27. Juni 1982     | 0321   | 1    |
| weitere Bilder | Waimate Grain Silos                          | Waimate | 166-190 Lower Queen Street Karte                                | Getreidesilos                                                                    | 1920      | 25. Juni 1992     | 5446   | 2    |
| BW             | Bluestone House                              | Waimate | 13 Timaru Road Karte                                            | Wohnhaus                                                                         | n.a.      | 23. Juni 1983     | 2040   | 2    |
| weitere Bilder | Interfreight Building (Former Quinns Arcade) | Waimate | Grigson Street und 126 High Street Karte                        | Einkaufszentrum, später Kino                                                     | 1905–1907 | 23. Juni 1983     | 2041   | 2    |
| BW             | Waihao River Outlet Box                      | Waimate | Fletchers Rd Willowbridge, R.D. 10 (Nähe) Karte                 | Auslassbauwerk an der Mündung des Waihao River                                   | 1910      | 24. Mai 1994      | 5428   | 2    |
| BW             | Centrewood Homestead                         | Waimate | Mill Road Karte                                                 | Wohnhaus                                                                         | 1894      | 6. September 1983 | 7327   | 2    |
| BW             | Te Urupa o Te Huruhuru                       | Waimate | Te Huruhuru Road, Point Bush Karte                              | Maori-Friedhof                                                                   | n.a.      | 25. Juni 2009     | 9424   | WT   |